# 六酸化炭素
六酸化炭素（ろくさんかたんそ、Carbon hexoxide）は、酸素の含有量の非常に高いオキソカーボンである。この分子は超低温で合成され、超低温で研究されている。大気化学の分野や、外太陽系や星間空間の冷たい氷の研究において、重要である。外太陽系の惑星の衛星であるガニメデやトリトンに存在しうる。この分子は、5つの酸素原子と1つの炭素原子からなる六員環で構成され、環内の炭素原子に1つの酸素原子が二重結合で結合している。

## 形
観察される分子はCS対称性を持つ。環は平面六角形ではなく、辺の長さや角の大きさが各々若干異なり、歪んだ形をしている。炭素-酸素結合から環を一周すると各々の分子間の長さは、以下のとおりとなる。C-O:1.362A、O-O:1.491A、O-O:1.391A、O-O:1.391A、O-O:1.491A、O-C:1.362A。結合の間の角の大きさは、以下のとおりとなる。O-C-O:120.4°、C-O-O:115.7°、O-O-O:105.9°、逆側のO-O-O:104.1°。二重結合の長さは1.185Aで、単結合からの角度は119.6°である。

## 形成
実験では、真空中で固体二酸化炭素に5000Vのエネルギーの電子を照射することにより形成される。この反応は、二酸化炭素から酸素原子を引きはがすことで進行する。
CO2 → CO + O
酸素原子は、二酸化炭素と反応して三酸化炭素を形成し、同様の反応が続いて四酸化炭素、五酸化炭素が生じ、最終的に発熱反応で六酸化炭素が生成する。
CO2 + O → O2CO
O2CO + O → O3CO
O3CO + O → O4CO
O4CO + O → O5CO ΔH = −145.2 kJ mol−1

## 性質
60Kまで安定である。振動赤外線波数は、最も顕著なものがν1 = 1876-1で、最も一般的なアイソトポログは、12C16O6である。

## 他の異性体
六酸化炭素の他の異性体としては、C2型の五員環及び三員環と、D2d型の2つの四員環である。D2dO3CO3異性体は、C-O長が1.391A、O-O長が1.469A、O-C-O角が94.1°と計算されるが、これら2つの異性体は観察されていない。
等価な六硫化炭素は、不活性ガスマトリックスの研究から知られている。六酸化物と同じ原子配置で、C2対称性を持つ。